# Perry l'ornitorinco
Perry l'Ornitorinco, conosciuto anche con il nome in codice Agente P (Agent P) o più semplicemente Perry, è uno dei protagonisti della serie televisiva animata Phineas e Ferb.

## Caratteristiche
All'apparenza, Perry è un normale ornitorinco domestico che vive con la famiglia Flynn-Fletcher e che non fa granché come animale, come viene sporadicamente ricordato dai suoi padroni. In realtà Perry ha una doppia identità, è infatti un agente segreto che lavora per la O.W.C.A. (in inglese "Organization Without a Cool Acronym", in italiano "Organizzazione Senza un Buon Acronimo" o O.S.B.A.). Molte entrate per il suo ufficio da agente segreto si trovano proprio nell'abitazione di Phineas e Ferb, nel giardino, sul tetto, nella sala pranzo, in cucina ecc. Il suo acerrimo nemico nelle sue missioni è il dottor Heinz Doofenshmirtz, soprannominato nella canzone che lo accompagna nell'edizione italiana, "Il re del male", anche se di male ha ben poco. Anche se l'uno vuole la cessazione dell'altro, è stato dimostrato che l'uno non può vivere senza l'altro.
Perry è stato ritratto come ornitorinco dai due creatori della serie, perché volevano rompere le barriere riguardo all'uso dei soliti animali nelle serie televisive come cani e gatti. Viene anche spiegato, nel film Phineas e Ferb: Il film - Nella seconda dimensione, come venne adottato dai due fratelli: il suo sguardo strabico sembrava guardasse proprio Phineas e Ferb contemporaneamente. Il suo datore di lavoro è il Maggiore Monogram che comunica con Perry attraverso uno schermo, a volte anche quando questo è proprio vicino a lui.
Quasi in ogni occasione, le invenzioni per migliorare l'estate di Phineas e Ferb spariscono proprio a causa delle lotte di Perry con il dottor Doofenshmirtz. Phineas e Ferb sono consapevoli che esista qualcosa che magicamente faccia sparire i loro progetti, ma sono all'oscuro che il responsabile sia proprio il loro ornitorinco e non lo sospettano nemmeno. Inoltre, Perry è l'unico personaggio della serie ad essere a conoscenza di tutti i piani di Phineas e Ferb, in quanto spesso vi si trova coinvolto.

## Perry nell'edizione italiana
Nel doppiaggio italiano è stata adottata una voce differente per il verso di Perry, la stessa usata nel resto delle versioni non inglesi della serie, al posto di quella originale di Dee Bradley Baker. È curioso notare che nel doppiaggio italiano in una puntata, il doppiatore di Phineas Flynn, Manuel Meli, imiti proprio il difficile verso che emette Perry quando parla.
Il nome di Perry, così come quasi tutti i personaggi della serie, è invece rimasto invariato. Tuttavia, nell'edizione originale del cartone, la "P" presente nella nomenclatura "Agent P", non sta ad indicare il nome di "Perry", bensì quello di "Platypus" (ossia ornitorinco).